# Moritz Heinrich Romberg
Vista da sepultura.
Moritz Heinrich Romberg (1795 — 1873) foi um neurologista alemão.